# InfoMatin
Инфо-матэн (фр. InfoMatin) — французская газета. Первый номер вышел в январе 1994 года. 24-полосная газета, богатая иллюстрациями и фотографиями. Целевая аудитория — молодое поколение. Первая французская газета, предназначенная для чтения в общественном транспорте. Стоимость издания составляла всего 3 франка (в два раза ниже обычной цены национальных газет). Лаконичная информация освещала различные стороны общественной жизни. Однако вскоре издание было закрыто в связи с затратами на полиграфические услуги и транспортировку.